# Pueblo de la Magdalena
El Pueblo de la Magdalena es el casco histórico ubicado en el distrito de Pueblo Libre, en la ciudad de Lima, capital del Perú. La zona monumental es Patrimonio Cultural de la Nación desde 1987, mediante el IL11.N° 794-87-ED.

## Delimitación
La zona monumental del Pueblo de la Magdalena está comprendida dentro de los siguientes límites: "El área comprendida en la poligonal formada por las avenidas Clement, Sucre, Nicolás Alcávar, Pasaje Amoretti y el jirón Gamarra. Quedan comprendidas las primeras cuatro cuadras de la avenida Gral. Vivanco, jirón María Parado de Bellido, Pasaje Túpac Amaru, continúa por el jirón Torre Tagle y finaliza por el jirón 29 de Diciembre. Según plano No. 87-0030".

## Lugares de interés

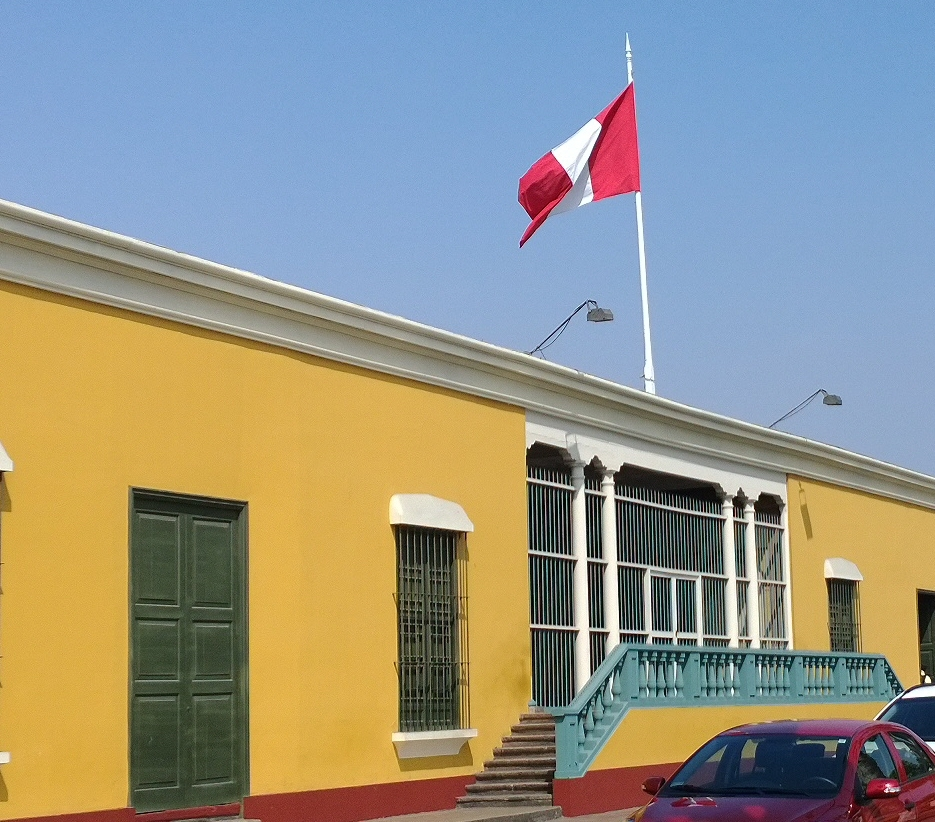
Palacio de la Magdalena
- Museo Nacional de Arqueología, Antropología e Historia del Perú
- Plaza Bolívar (Pueblo Libre)
- Iglesia Santa María Magdalena[3]
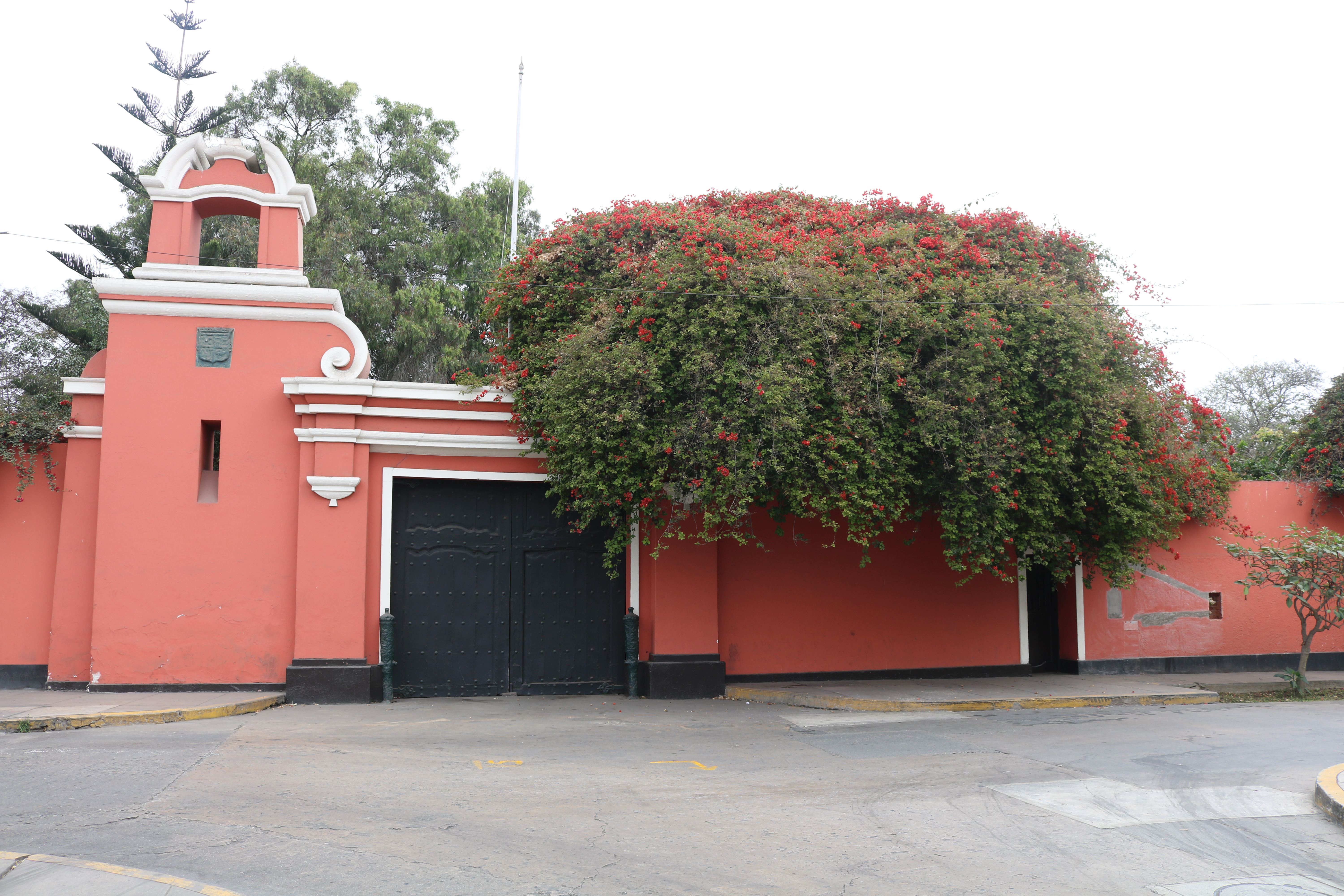
Casa de Manuelita Sáenz
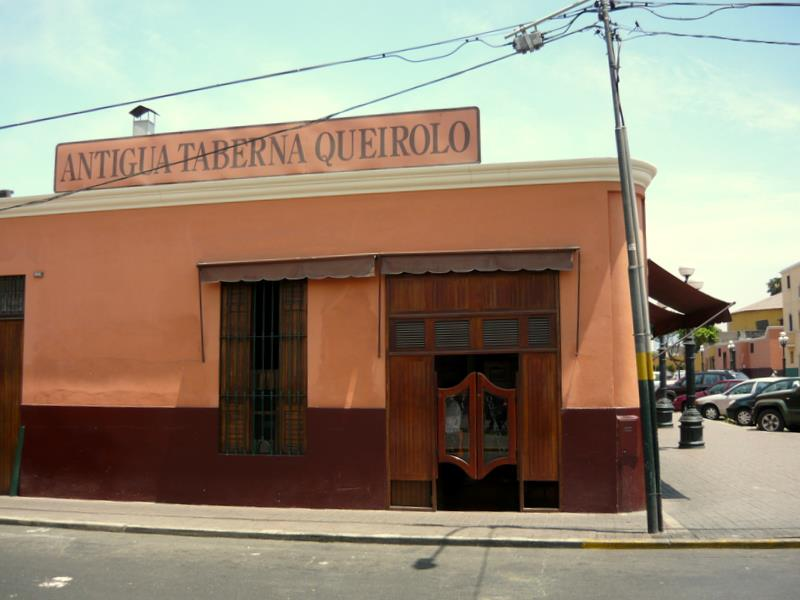
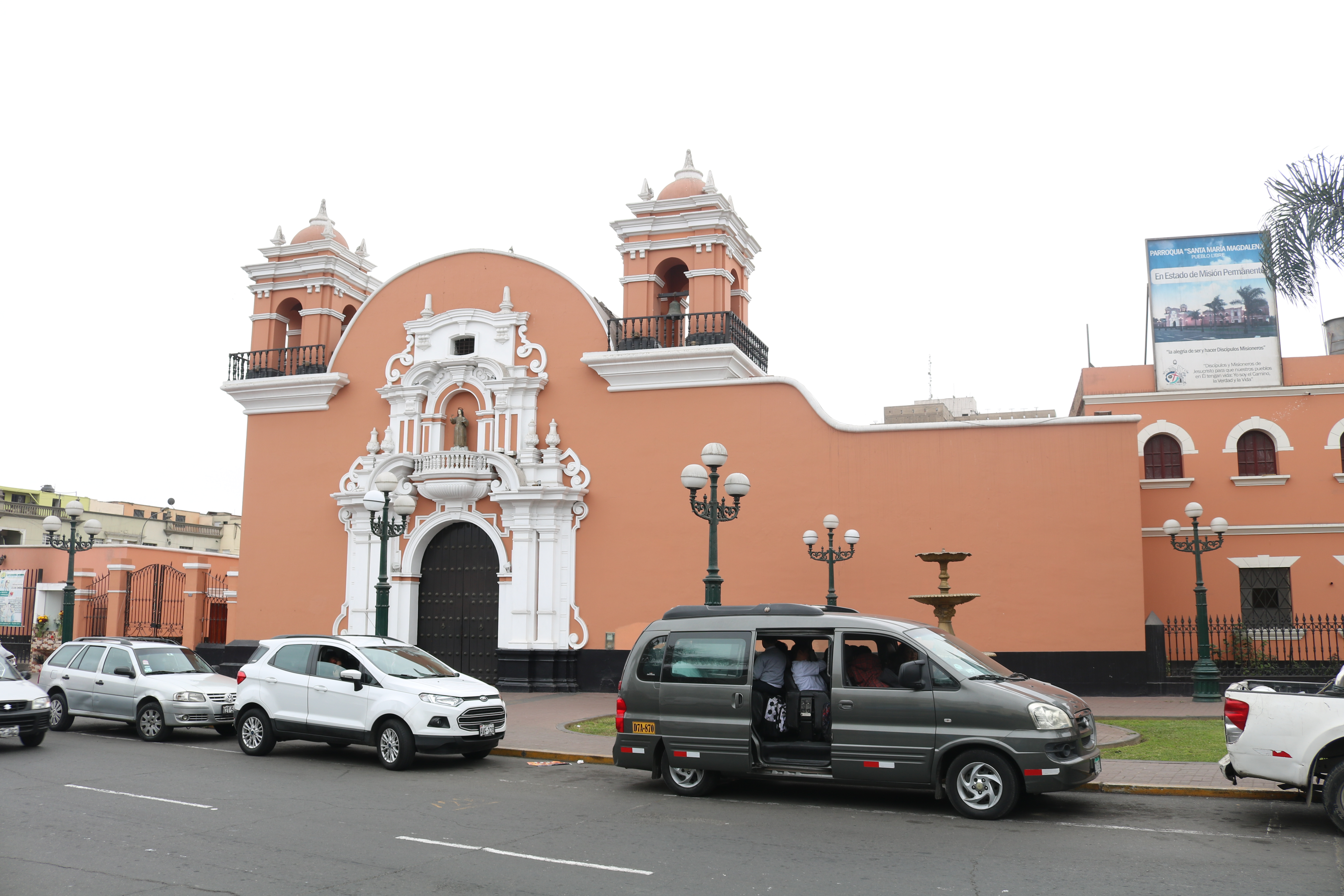
Iglesia Santa María Magdalena
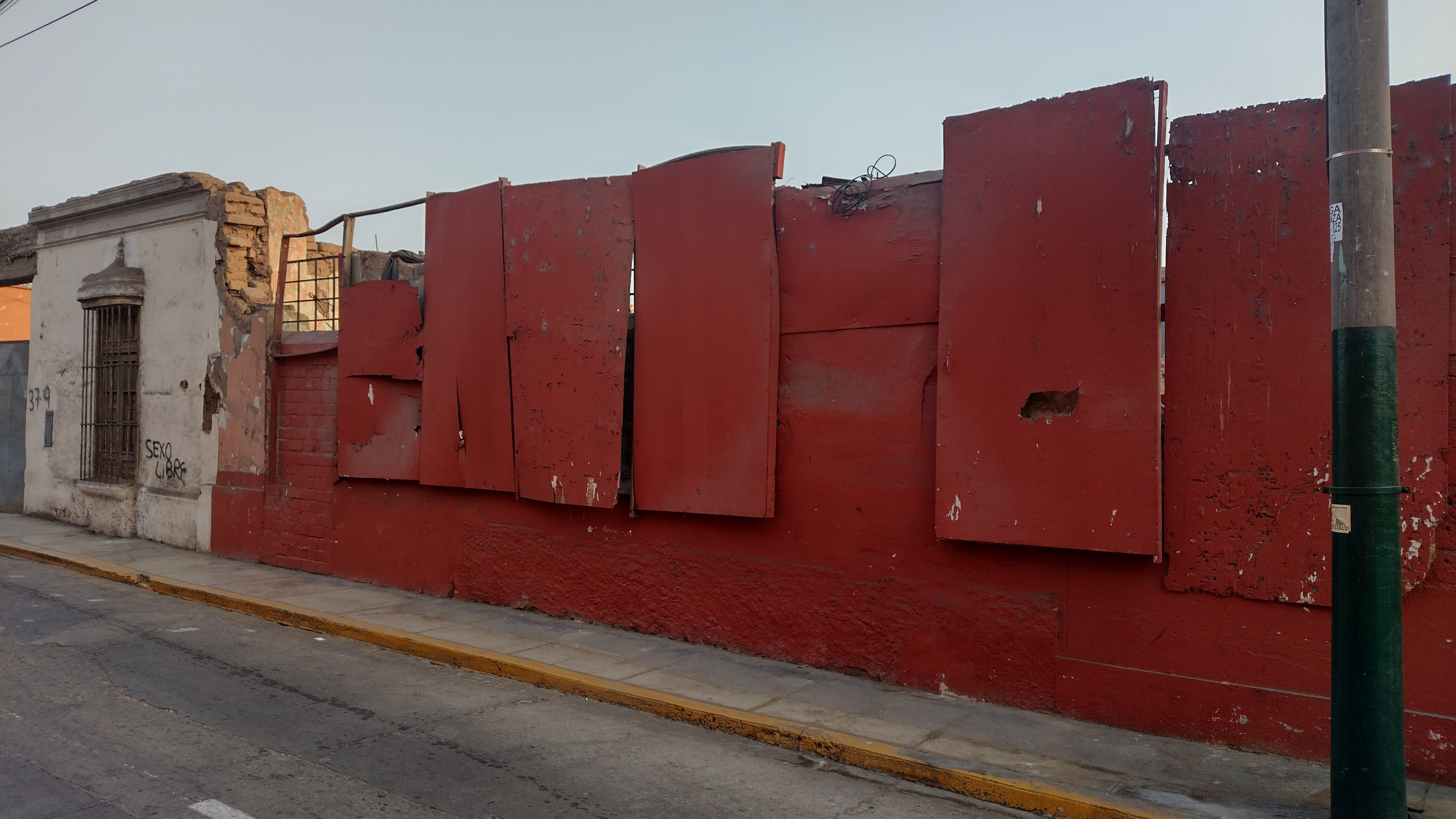

- Casa hacienda Orbea

- Palacio de la Magdalena
- Casa Hacienda de Orbea
- Iglesia Santa María Magdalena